# آویوان
آویوان (انگلیسی: Avioane) شرکت هوافضای رومانیایی است، که در سال ۱۹۷۲ تأسیس شد.